# Ingemar Goliath
Anders Georg Ingemar Goliath, född 14 maj 1931 i Stockholm, död 9 december 2017 i Sollentuna distrikt, Stockholms län, var en svensk arkitekt.
Goliath, som var son till hemmansägare Erik Goliath och Ingeborg Eriksson, avlade studentexamen 1950 och utexaminerades från Kungliga Tekniska högskolan 1959. Han var anställd hos arkitekt Per-Olof Olsson i Stockholm från 1957. Han blev ledamot av kyrkofullmäktige i Sollentuna församling 1955 och av kyrkorådet 1956.